# Porfirio Díaz Ortega
Deodato Lucas Porfirio Díaz Ortega (18 de octubre de 1873 - 28 de diciembre de 1946) fue el cuarto hijo del general Porfirio Díaz, Presidente de los Estados Unidos Mexicanos y de Delfina Ortega. Fue un ingeniero militar y contribuyó a varios proyectos importantes en el país y tuvo 8 hijos.

## Primeros años
Deodato Lucas Porfirio Díaz Ortega nació el 18 de octubre de 1873 en la Finca de la Candelaria en Tlacotalpan Veracruz. Fue el cuarto hijo del presidente y teniente general José de la Cruz Porfirio Díaz Mori y de su esposa Delfina. Sin embargo fue el primero en llegar a la edad adulta pues sus tres hermanos mayores (Porfirio Germán, Camilo y Laura) fallecieron muy pequeños. Los primeros años de su infancia los vivió con la familia del general Luis Mier y Terán en Veracruz, mientras que su familia se encontraba en la Ciudad de México. En 1875 nació su hermana Luz Aurora Victoria Díaz que fue la única que además de él llegó a la vida adulta, además de su media hermana, Amada Díaz.

## Educación
En 1880, después de la muerte de otros dos hermanos (Camilo y Victoria), regresó con su familia a la ciudad, para luego trasladarse todos a Oaxaca. En 1884, la familia Díaz volvió a la Ciudad de México y "Porfirito", como se le conoció, para distinguirlo de su padre, inició sus cursos en el Liceo a cargo de Pedro García de León, junto con dos de sus primos, a manera de internos. A pesar de ser un gran aficionado a los estudios, el joven solía causar problemas en la escuela, debido a su conducta, por lo que su padre, Don Porfirio, decidió enviarlo al Colegio Militar para que continuara con su educación. 
Así, Porfirito ingresó en 1887, a la edad de 13 años, al Colegio Militar en Chapultepec cuando éste se encontraba bajo la dirección de Juan Villegas. Pasaba toda la semana en el colegio y veía a su padre solamente los martes, cuando salían a cabalgar juntos. El tiempo que pasó en el Colegio Militar fue, según él mismo decía, una de las mejores épocas de su vida. Ahí cursó con éxito sus estudios de Ingeniería militar. Uno de sus profesores, el coronel José María Pérez, solía escribir al presidente sobre los progresos de su hijo.

## Vida personal y familiar
En 1896, a sus 22 años, se graduó como Ingeniero militar y su padre, orgulloso de los logros de su hijo, lo envió de viaje a Londres. Ahí conoció a Weetman Pearson, luego conocido como vizconde de Cowdray, quien lo recibió con los brazos abiertos y le dio facilidades de colaborar en su compañía S. Pearson & Son, en el proyecto del desagüe para la Ciudad de México, el cual estaba a punto de finalizarse: faltaba sólo el túnel del norte de la capital, cerca del Lago de Zumpango. 
En 1897 Porfirio Díaz Ortega regresó a México para casarse el 15 de noviembre con María Luisa Raigosa García en el Oratorio de la Perpetua. Establecieron su domicilio en la calle Humboldt. 
- Porfirio Díaz Raigosa (17 de enero de 1901 - 10 de marzo de 1959)
- María Luisa Díaz Raigosa (22 de mayo de 1902 - 8 de diciembre de 1988)
- Genaro Díaz Raigosa (1904 - 5 de diciembre de 1963)
- Ignacio Díaz Raigosa
- José Díaz Raigosa
- Luis Díaz Raigosa
- Manuel Díaz Raigosa (30 de noviembre de 1912 - 7 de abril de 2011)

Investigaciones genealógicas recientes han señalado a la descendencia extendida de la familia Díaz Raigosa, dentro del marco de estudios sobre la historia familiar.
- Luis Alfonso Díaz Raigosa
- Ignacio Díaz Cordero
- Esteban Díaz Méndez
- Federico Díaz Oaxaca
- Marco Díaz Oaxaca

## Vida profesional

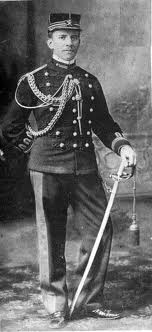
Capitán Porfirio Díaz Ortega

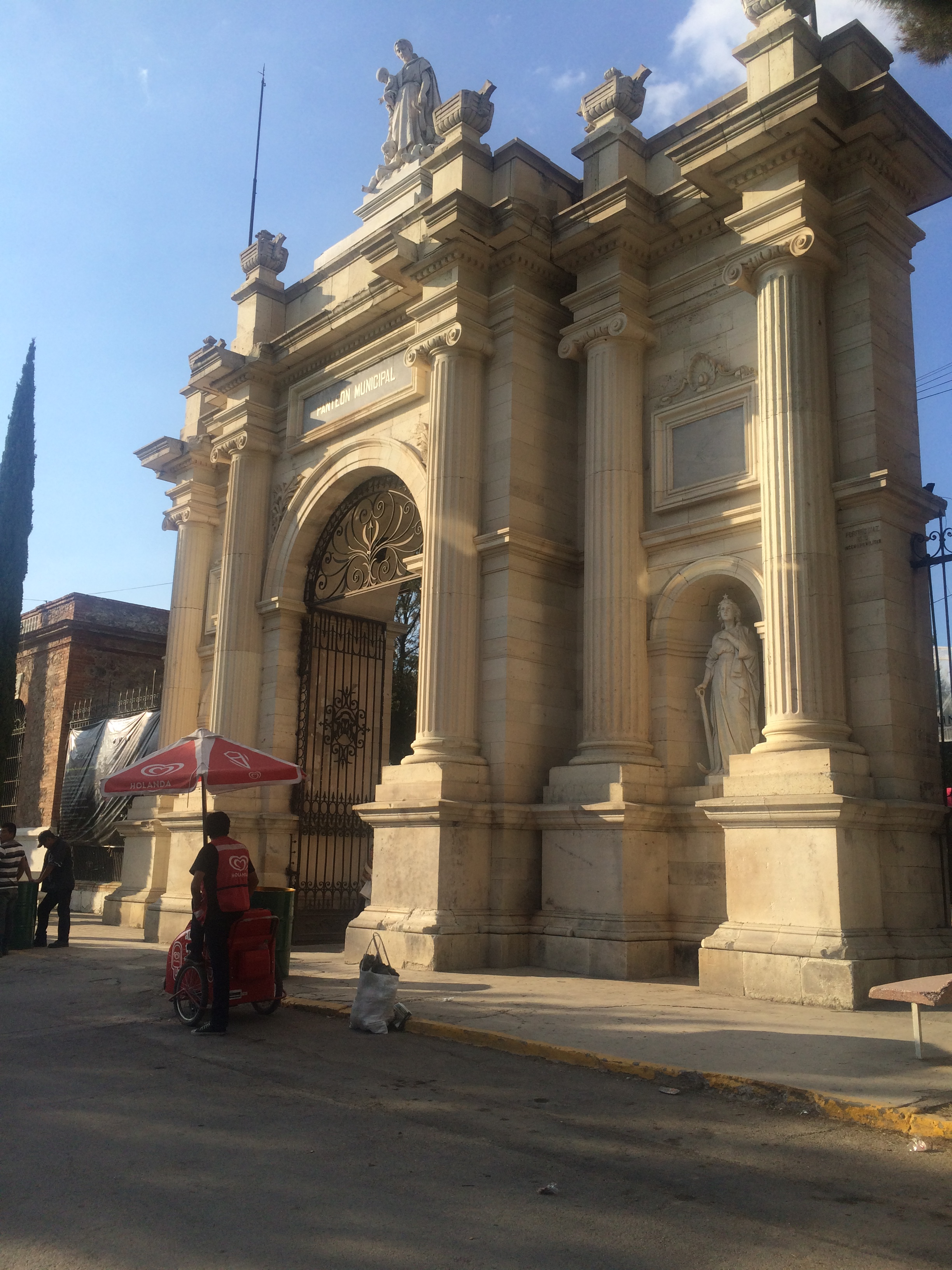
La entrada principal del panteón municipal de Pachuca, obra del Ingeniero Díaz

En 1900, participó con una maqueta para el proyecto del monumento a la Independencia, sin embargo, el concurso fue ganado por Antonio Rivas Mercado. En 1904, con el grado de capitán, ingresó a servir en el Estado Mayor Presidencial; ahí trabajó como ingeniero en varios proyectos como por ejemplo, la modificación al Palacio del Marqués del Apartado, edificio que se convertiría en la Secretaría de Justicia e Instrucción Pública; fue durante estas modificaciones, que se hallaron los restos arqueológicos que después fueron trabajados por Leopoldo Batres. 
Para el año de 1910, el capitán Porfirio Díaz Ortega fue ascendido al grado de Teniente Coronel, se encontraba trabajando en los proyectos de La Castañeda en Mixcoac, la Escuela Normal de Maestros en Tacuba y en algunas acciones de la Compañía Mexicana de Petróleo El Águila. Sin embargo, la revolución mexicana cambió radicalmente la vida de la familia Díaz. Tras la renuncia de Porfirio Díaz a la presidencia de la República, los Díaz decidieron dejar el país y establecerse en Europa; Porfirio Díaz Ortega encontró apoyo por parte de un viejo amigo, el vizconde de Cowdray y se estableció con su familia en Inglaterra y una temporada en Francia.
Después del exilio en Francia, Doña Carmen Romero Rubio viuda de Díaz y Porfirio Díaz Ortega con su esposa, María Luisa Raigosa, volvieron a México gracias a un decreto de Lázaro Cárdenas que permitió el regreso de todos los exiliados políticos. Genaro Díaz Raigosa y su esposa, Marie Thérèse Gatouillat, retornaron antes. De inmediato, compraron varias propiedades valiosas; una de ellas, en las Lomas de Chapultepec de la Ciudad de México, Prado Sur 528, en donde vivió con ellos Porfirio Díaz Ortega hasta su fallecimiento, el 28 de diciembre de 1946 a la edad de 73 años.

## Obras destacadas
- Fachada del panteón municipal de Pachuca, 1900.[3]
- Remodelación de la casa del Marqués del Apartado, 1901-1902.[3]
- Edificio Quirk en la esquina suroeste de las calles Francisco I Madero y Gante, 1907-1908 (destruido).[3]
- Escuela normal de maestros de Tacuba, 1908-1910.[3]
- Hospital psiquiátrico "La Castañeda", con Salvador Echegaray, 1908-1910 (destruido en su mayor parte).